# Sella Plicatilis
La sella plicatilis è un rarissimo esempio di arredo altomedievale rinvenuto a Pavia, e conservato nei Musei Civici della città.

## Descrizione
La sedia pieghevole fu rinvenuta nel 1949 nel letto del Ticino, durante i lavori per la ricostruzione del ponte Coperto. La datazione del reperto è stata a lungo dibattuta, tuttavia ora si ritiene che la sella plicatilis pavese sia stata prodotta tra il IX e il X secolo. La sedia è interamente realizzata in ferro con rivestimento di agemina in argento e rame dorato e niello, mentre le sue misure sono: 58 cm x 55 cm x 48,5 cm.La struttura è di funzionalità semplice ed evidente. Due elementi a forma di “X” snodabili e raccordati da due sbarre, si articolano in uno snodo centrale che consente, con un sistema di incastri, una perfetta chiusura e, inoltre, la solida coesione delle parti. Il modello è quello di antichissimo uso, derivato dalle “sellae castrenses” di età romana. Ma nell’esemplare pavese si possono osservare alcune particolarità che vanno attentamente considerate. Ai due elementi fondamentali snodabili, si collegano quattro altri trasversali, che uniscono le estremità di ciascuna “X”, costituendo sotto i sostegni, con quattro piedi, e sopra le sponde-braccioli con quattro pomoli. Queste sponde assicuravano, tramite un apposito attacco, l’appoggio del sedile vero e proprio, che è stato ricostruito nel restauro con bande di cuoio.
Fatta per essere vista da tutti i lati, in una maniera che le consentiva, e anzi richiedeva per scopi di praticità, strutture sottili, la sedia è stata ornata su ogni faccia e su ogni profilo. Anche le costolature, i piedi stessi, le facce interne rivelano tracce più o meno ampie, più o meno ricche di decorazione a motivi zoomorfi, vegetali, nastriformi e geometrizzanti, ispirata a motivi decorativi di origine, oltre che romana e barbarica, anche orientale. Data la facilità con cui la sedia poteva essere spostata, è stato ipotizzato che essa non fosse parte di un arredo liturgico, ma che fosse proprietà di qualche importante militare o di un giudice.

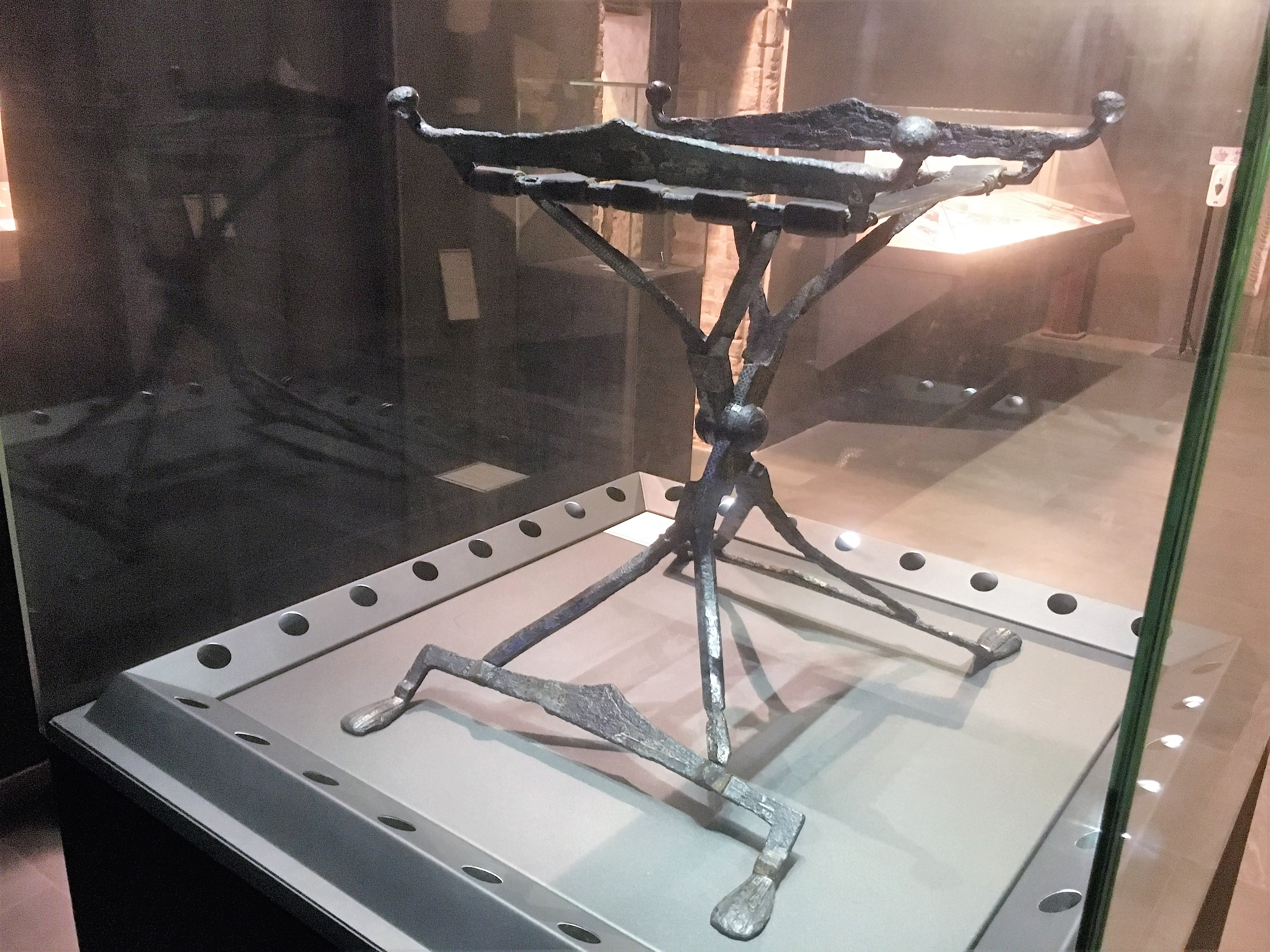
La sella
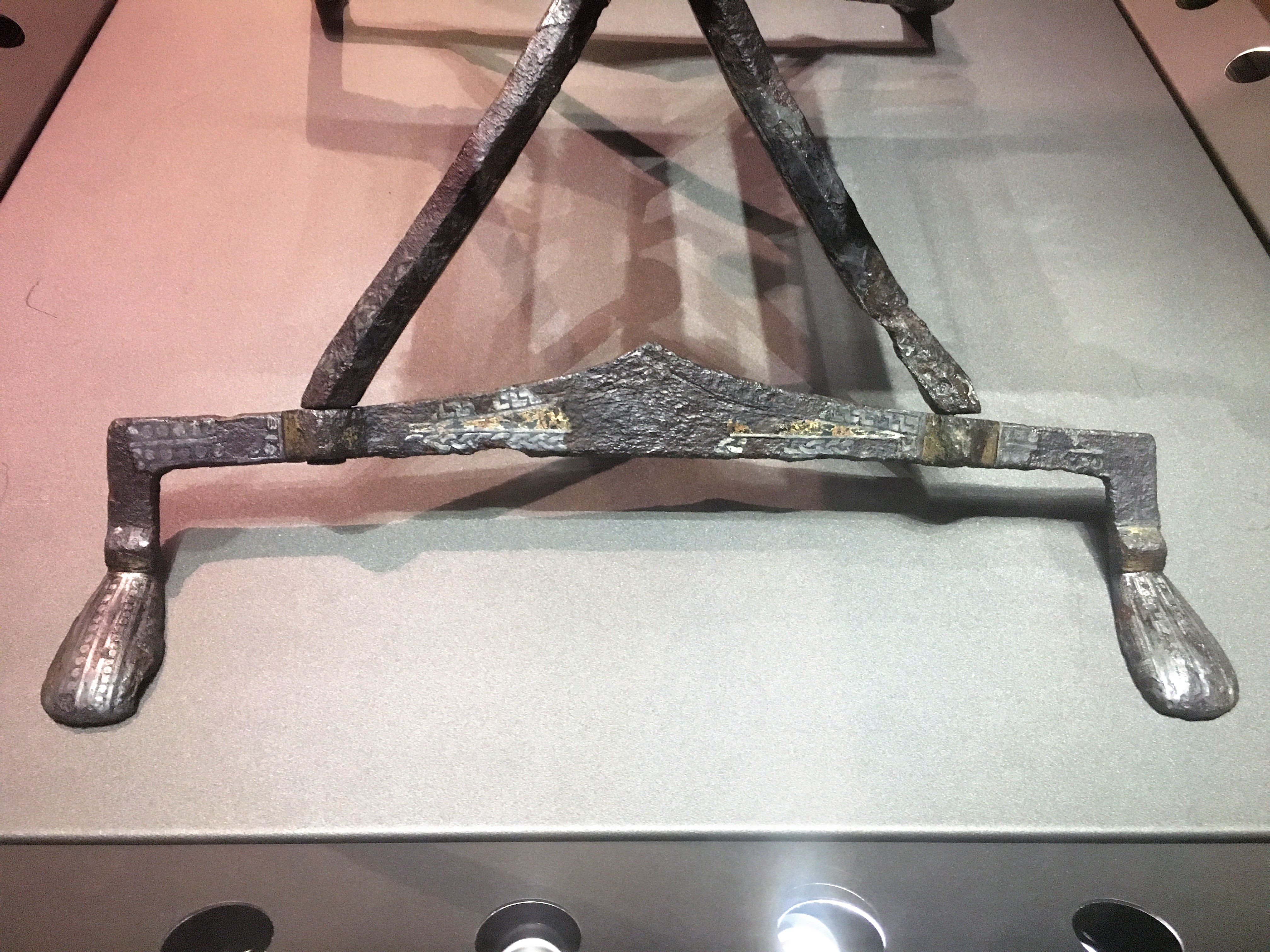
I piedini